# Ckochas
Ckochas es una localidad y municipio de Bolivia, ubicado en la provincia de Linares al este del departamento de Potosí. El municipio tiene una superficie de 2.040,2 km² y cuenta con una población de 15.812 habitantes (según el Censo INE 2012).
Ckochas es uno de los municipios más jóvenes de Bolivia, desprendiéndose del municipio de Puna, creado mediante Decreto Ley 3462 del 15 de agosto de 2006.
Dentro de su territorio, en el límite con el departamento de Chuquisaca, se encuentra la Fortaleza de Oronckota, que es uno de los sitios arqueológicos más importantes del departamento de Potosí.

## Toponimia
Ckochas es una palabra del idioma quechua que significa "tierras altas cerca de la cordillera".

## Geografía
El municipio presenta una topografía y relieve irregular y diverso, contando con montañas, serranías, colinas altas, planicies y valles profundos. Las serranías se extienden en dirección de sur a norte y los valles de Turuchipa y Mataca son clasificados como llanuras aluviales. De acuerdo a la clasificación de pisos ecológicos, Ckochas está compuesto de cuatro: piso altoandino, puna, prepuna y valles. Tiene una precipitación anual de entre 300 mm y 500 mm.
Limita al norte con el municipio de Betanzos en la provincia de Cornelio Saavedra, al este y sur con los municipios de Icla, Tarvita y San Lucas en el departamento de Chuquisaca, y al oeste con el municipio de Puna.

## Demografía
De acuerdo con el censo boliviano de 2024, la población del municipio de Ckochas es de 14 301 habitantes.
La población del municipio disminuyó aproximadamente una quinta parte entre 1992 y 2024:
| Año  | Habitantes (municipio) | Fuente |
| ---- | ---------------------- | ------ |
| 1992 | 17.199                 | Censo  |
| 2001 | 16.886                 | Censo  |
| 2012 | 15.635                 | Censo  |
| 2024 | 14.301                 | Censo  |